# Lovaglás az 1968. évi nyári olimpiai játékokon
Az 1968. évi nyári olimpiai játékokon a lovaglásban hat versenyszámot rendeztek.

## Éremtáblázat
(A rendező ország csapata és a magyar érmesek eltérő háttérszínnel, az egyes számoszlopok legmagasabb értéke, vagy értékei vastagítással kiemelve.)
| Az 1968. évi nyári olimpiai játékok éremtáblázata lovaglásban | Az 1968. évi nyári olimpiai játékok éremtáblázata lovaglásban | Az 1968. évi nyári olimpiai játékok éremtáblázata lovaglásban | Az 1968. évi nyári olimpiai játékok éremtáblázata lovaglásban | Az 1968. évi nyári olimpiai játékok éremtáblázata lovaglásban | Olimpia  |
| ------------------------------------------------------------- | ------------------------------------------------------------- | ------------------------------------------------------------- | ------------------------------------------------------------- | ------------------------------------------------------------- | -------- |
|                                                               | Ország                                                        | Arany                                                         | Ezüst                                                         | Bronz                                                         | Összesen |
| 1.                                                            | Nagy-Britannia (GBR)                                          | 1                                                             | 2                                                             | 1                                                             | 4        |
| 2.                                                            | NSZK (FRG)                                                    | 1                                                             | 1                                                             | 2                                                             | 4        |
| 3.                                                            | Egyesült Államok (USA)                                        | 1                                                             | 1                                                             | 1                                                             | 3        |
| 4.                                                            | Franciaország (FRA)                                           | 1                                                             | 1                                                             | 0                                                             | 2        |
| 4.                                                            | Szovjetunió (URS)                                             | 1                                                             | 1                                                             | 0                                                             | 2        |
| 6.                                                            | Kanada (CAN)                                                  | 1                                                             | 0                                                             | 0                                                             | 1        |
|                                                               |                                                               |                                                               |                                                               |                                                               |          |
| 7.                                                            | Ausztrália (AUS)                                              | 0                                                             | 0                                                             | 1                                                             | 1        |
| 7.                                                            | Svájc (SUI)                                                   | 0                                                             | 0                                                             | 1                                                             | 1        |
|                                                               |                                                               |                                                               |                                                               |                                                               |          |
| Összesen                                                      | Összesen                                                      | 6                                                             | 6                                                             | 6                                                             | 18       |

## Érmesek
| Az 1968. évi nyári olimpiai játékok érmesei lovaglásban | | |                                                                                                  |
| Versenyszám                                             | Arany                                                                                                   | Ezüst | Bronz                                                                                            |
| Díjlovaglás egyéni                                      | Ivan Kizimov Ikhor · Szovjetunió (URS)                                                                  | Josef Neckermann Mariano · NSZK (FRG)                                                                        | Reiner Klimke Dux · NSZK (FRG)                                                                   |
| Díjlovaglás csapat                                      | NSZK (FRG) · Josef Neckermann Mariano · Reiner Klimke Dux · Liselott Linsenhoff Piaff                   | Szovjetunió (URS) · Jelena Petuskova Pepel · Ivan Kizimov Ikhor · Ivan Kalita Absent                         | Svájc (SUI) · Henri Chammartin Wolfdietrich · Marianne Gossweiler Stephan · Gustav Fischer Wald  |
| Díjugratás egyéni                                       | William Steinkraus Snowbound · Egyesült Államok (USA)                                                   | Marion Coakes Stroller · Nagy-Britannia (GBR)                                                                | David Broome Mr. Softee · Nagy-Britannia (GBR)                                                   |
| Díjugratás csapat                                       | Kanada (CAN) · James Day Canadian Club · Thomas Gayford Big Dee · Jim Elder The Immigrant               | Franciaország (FRA) · Jean-Marcel Rozier Quo Vadis · Janou Lefèbvre Rocket · Pierre Jonquères d'Oriola Nagir | NSZK (FRG) · Hermann Schridde Dozent · Alwin Schockemöhle Donald Rex · Hans Günter Winkler Enigk |
| Lovastusa egyéni                                        | Jean-Jacques Guyon Pitou · Franciaország (FRA)                                                          | Derek Allhusen Lochinvar · Nagy-Britannia (GBR)                                                              | Michael Page Foster · Egyesült Államok (USA)                                                     |
| Lovastusa csapat                                        | Nagy-Britannia (GBR) · Derek Allhusen Lochinvar · Richard Meade Cornishman V · Reuben Jones The Poacher | Egyesült Államok (USA) · Michael Page Foster · James C. Wofford Kilkenny · Michael Plumb Plain Sailing       | Ausztrália (AUS) · Wayne Roycroft Zhivago · Brien Cobcroft Depeche · Bill Roycroft Warrathoola   |